# Romanian Top 100
Romanian Top 100 là bảng xếp hạng đĩa đơn thu âm quốc gia của România. Bảng xếp hạng được phát hành hàng tuần từ năm 1996. Nó được công nhận là một bảng xếp hạng âm nhạc chính thức ở châu Âu bởi tạp chí Billboard, Music & Media.
Nghệ sĩ có nhiều vị trí quán quân nhất là Madonna, với 8 hoặc 9 bài hát đạt vị trí quán quân (không biết con số chính xác vì trang web chính thức chỉ bắt đầu xếp hạng từ 2002). Tính từ 2002, đĩa đơn quán quân lâu nhất là "Say It Right" của Nelly Furtado (12 tuần).
Bắt đầu với tháng 10 năm 2009, bảng xép hạng được phát hành hàng tuần trên kênh Kiss FM vào mỗi chiều chủ nhật, và trên trang Media Forest. Người dẫn chương trình của show là VJ Andreea Berghea.

## Kỉ lục

### Nghệ sĩ có nhiều #1 nhất
1. 8 - Madonna;
2. 6 - Kylie Minogue và Shakira
3. 5 - Enrique Iglesias
4. 4 - Morandi và Fergie*;
5. 3 - Voltaj, 3SE, Pussycat Dolls, Black Eyed Peas, Lady Gaga

* 1 đĩa đơn #1 solo và 3 đĩa đơn với nhóm.

### Nghệ sĩ có nhiều tuần ở vị trí quán quân nhất
1. Voltaj — 21 tuần
2. Shakira — 21 tuần
3. Morandi — 19 tuần
4. Madonna — 19 tuần
5. Black Eyed Peas — 18 tuần
6. Activ — 17 tuần
7. Kylie Minogue — 15 tuần
8. Akcent — 13 tuần
9. Nelly Furtado — 12 tuần
10. Las Ketchup — 11 tuần
11. Lady Gaga - 11 tuần
12. Enrique Iglesias — 10 tuần

### Nhiều tuần trên bảng xếp hạng nhất
1. Gloria Estefan - Hoy (50 tuần)
2. Pink - Please Don't Leave Me (48+ tuần)
3. Nelly Furtado - Say It Right (44 tuần)

### Nhiều quán quân nhất trong một năm
2003
- O-Zone ("Despre Tine", "Dragostea din Tei")

2004
- Kylie Minogue ("Slow", "Red Blooded Woman")
- Black Eyed Peas ("Where Is the Love?", "Shut Up")

2006
- Madonna ("Hung Up", "Sorry")
- Morandi ("Falling Asleep", "A La Lujeba")

2007
- Akon (Smack That, "Don't Matter")
- Enrique Iglesias ("Do You Know?", "Tired of Being Sorry")

2008
- Madonna ("4 Minutes", "Give It 2 Me")

2010
- Black Eyed Peas ("I Gotta Feeling", "Meet Me Halfway")
- Lady Gaga ("Bad Romance", "Telephone")

### Đĩa đơn có nhiều tuần ở vị trí quán quân nhất
| Vị trí | Tên bài hát             | Nghệ sĩ         | Số tuần tại #1 | Năm       |
| ------ | ----------------------- | --------------- | -------------- | --------- |
| 1      | "Say It Right"          | Nelly Furtado   | 12 tuần        | 2007      |
| 2      | "Shut Up"               | Black Eyed Peas | 10 tuần        | 2003      |
| 2      | "Cry Cry"               | Oceana          | 10 tuần        | 2009      |
| 3      | "The Ketchup Song"      | Las Ketchup     | 9 tuần         | 2002      |
| 3      | "Doar cu Tine"          | Activ           | 9 tuần         | 2004      |
| 3      | "Beijo"                 | Morandi         | 9 tuần         | 2005      |
| 3      | "Hung Up"               | Madonna         | 9 tuần         | 2005      |
| 3      | "Crazy Loop (Mm-Ma-Ma)" | Crazy Loop      | 9 tuần         | 2007/2008 |
| 3      | "Bad Romance"           | Lady Gaga       | 9 tuần         | 2010      |
| 4      | "Hot N Cold"            | Katy Perry      | 8 tuần         | 2009      |
| 4      | "Şi Ce"                 | Voltaj          | 8 tuần         | 2004      |
| 4      | "Visez"                 | Activ           | 8 tuần         | 2005      |
| 5      | "I Gotta Feeling"       | Black Eyed Peas | 8 tuần         | 2009/2010 |
| 5      | "Luna Mi-a Zâmbit"      | Class           | 7 tuần         | 2003      |
| 5      | "Jokero"                | Akcent          | 7 tuần         | 2006      |
| 5      | "Hips Don't Lie"        | Shakira         | 7 tuần         | 2006      |
| 5      | "Big Girls Don't Cry"   | Fergie          | 7 weeks        | 2007      |

### Có mặt lần đầu ở vị trí cao nhất
- #18 The Balkan Girls của Elena Gheorghe (18 tháng 3 năm 2009)
- #32 Plec Pe Marte của Smiley hợp tác với Cheloo (29 tháng 3 năm 2010)
- #55 Alejandro của Lady Gaga (15 tháng 5 năm 2010)

### Bước nhảy lớn nhất
- #78 - #28 (50 vị trí) Lady Gaga - "Telephone" (hợp tác với Beyoncé) (4 tháng 4 năm 2010)
- #50 - #22 (27 vị trí) Alex Velea - "Don't Say It's Over" (25 tháng 4 năm 2010)
- #61 - #43 (16 vị trí) Lady Gaga - "Bad Romance" (12 tháng 12 năm 2009)